# Isla Tukarak
La isla Tukarak (del inglés: Tukarak Island) es una isla deshabitada en la región de Qikiqtaaluk, en el territorio de Nunavut, al norte de Canadá. Situada en la bahía de Hudson, es parte del grupo de islas Belcher. Junto con las islas de Flaherty, Innetalling y Kugong, es una de las cuatro grandes islas en el archipiélago.
Otras islas en las inmediaciones incluyen isla Bradbury, Dove (Paloma), Nerón (Nero Island) y Karlay.